# Secretaria de Política Agrícola
A Secretaria de Política Agrícola (SPA) é um órgão brasileiro, subordinado diretamente ao Ministério da Agricultura e Pecuária do Brasil, cuja função é assessorar o Ministro da Agricultura e Pecuária e o Governo Federal na formulação e orientação da política agrícola do país.
A SPA tem como foco principal a gestão do risco rural (zoneamento agrícola e seguro rural); a mobilização de recursos públicos e privados (para financiar a produção e os investimentos); e o apoio à comercialização, com o objetivo de assegurar, ao mesmo tempo, uma renda estável ao produtor e um suprimento competitivo ao consumidor final.
A SPA elabora as políticas de crédito rural, apoio à comercialização, armazenamento e abastecimento agropecuários. Promove estudos, diagnósticos e avaliações referentes aos efeitos da política econômica sobre os sistemas produtivos agropecuários. Conduz o Programa de Subvenção ao Prêmio do Seguro Rural. Elabora e divulga o Zoneamento Agrícola de Risco Climático e o Plano Agrícola e Pecuário – PAP, que é um instrumento de planejamento e gestão de políticas públicas para a agropecuária Brasileira. O PAP consolida ações, programas e diretrizes governamentais para o setor, fundamentais para a tomada de decisão dos produtores rurais e demais agentes econômicos comprometidos no agronegócio.

## Estrutura
A SPA conta com três departamentos que concorrem no desenvolvimento de suas atribuições:
1. О Departamento de Economia Agrícola (DEAGRI) programa e acompanha a aplicação de recursos públicos e privados na agropecuária. Acompanha a legislação e o desempenho do crédito rural, com base em dados e estatísticas públicos e privados. Ao DEAGRI também compete observar a conjuntura econômica nacional e internacional em suas relações com o agronegócio. Monitora ainda os mercados de insumos agropecuários, como fertilizantes, defensivos, máquinas e implementos agrícolas.[3]
2. O Departamento de Comercialização e de Abastecimento Agrícola e Pecuário (DEAGRO) tem por atribuição estabelecer políticas e ações voltadas à garantia do abastecimento assegurando ao produtor rural preços compatíveis com sua atividade por meio de aquisições de produtos e equalização dos preços agrícolas consolidada na Política de Garantia de Preços Mínimos (PGPM).[3]
3. О Departamento de Gestão de Risco Rural (DEGER) encarrega-se do desenvolvimento de estudos para a formulação e implementação das políticas gerenciais de riscos do setor agropecuário relacionadas com o seguro rural, o Proagro e o Zarc.[3]